# 京都市上下水道局
京都市上下水道局（きょうとしじょうげすいどうきょく）は、地方公営企業の一つで、京都府京都市 （地域水道および京北地域水道を除く）内で水道事業を行っているほか、大津市、久御山町、八幡市および向日市に分水を行っている。また同市内で下水道事業を行っている。
2004年（平成16年）4月1日に京都市水道局と京都市下水道局を統合して発足した。

## 概要
- １日平均給水量 – 476,136立方メートル（2022年度）
- 給水人口 － 1,440,078人（2022年度）

## 機構
- 総務部
  - 総務課、企業力向上推進室、職員課、契約会計課、お客さまサービス推進室、各営業所
- 経営戦略室
- 技術監理室
  - 監理課、水質管理センター：水質第１課・水質第２課
- 水道部
  - 管理課、施設課、各浄水場、疏水事務所、施設管理事務所、水道管路課、水道管路管理センター配水管理課（北部担当）、水道管路管理センター配水管理課（南部担当）、水道管路管理センター給水工事課（北部担当）、水道管路管理センター給水工事課（南部担当）、水道管路建設事務所
- 下水道部
  - 管理課、北下水道管路管理センター、西部支所、みなみ下水道管路管理センター、山科支所、ポンプ施設事務所、下水道建設事務所、施設課、鳥羽水環境保全センター、鳥羽水環境保全センター吉祥院支所、伏見水環境保全センター、石田水環境保全センター、計画課、設計課[5]

## 施設

### 琵琶湖疏水
主たる水源である琵琶湖より導水のための施設で、琵琶湖にある取水口および大津市内の区間を含め当局が管理している。

### 浄水場
琵琶湖疏水ĭより給水
- 蹴上浄水場（東山区）[6]
  - 施設能力　1日198,000立方メートル

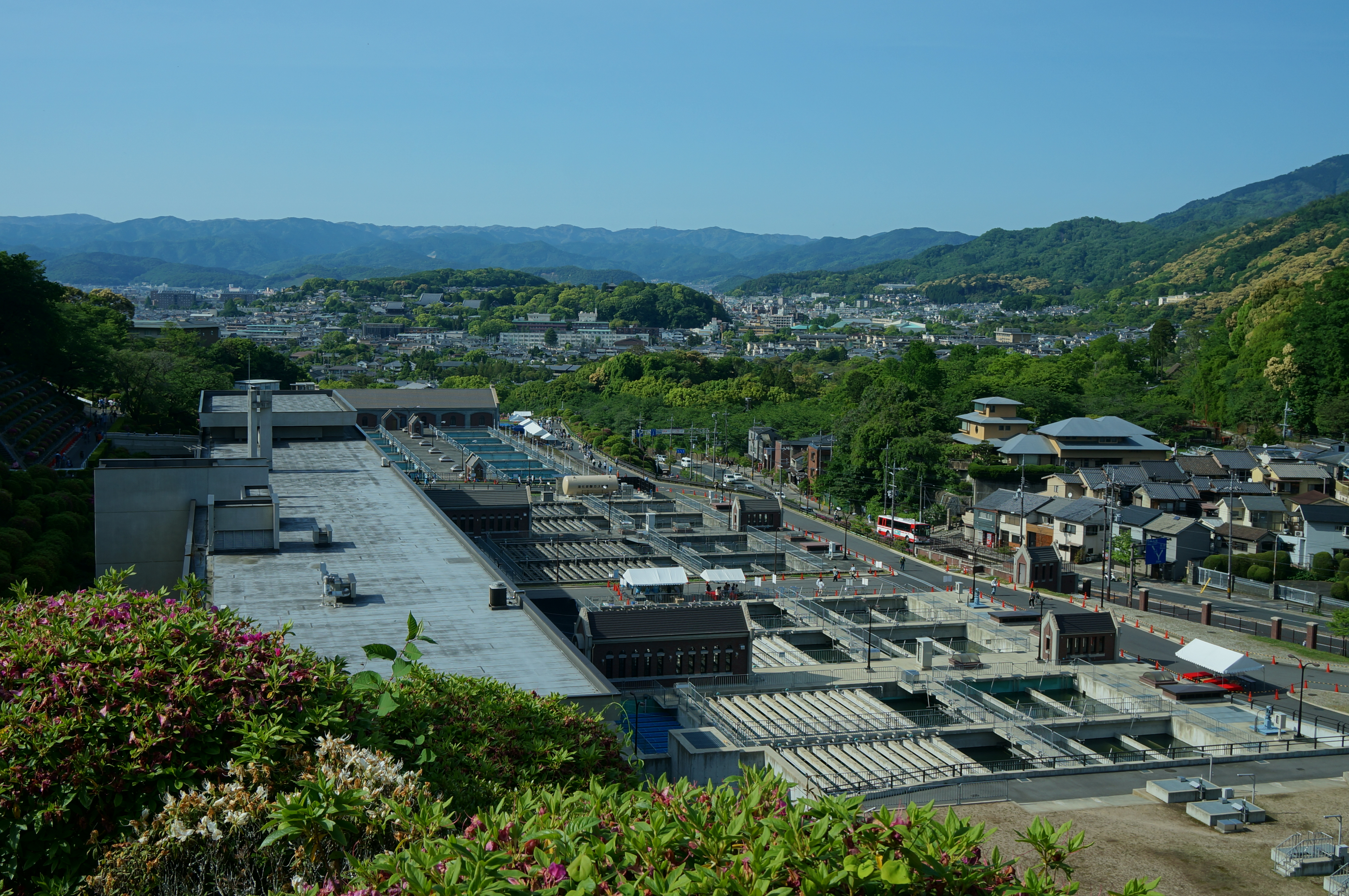
蹴上浄水場

  - 日本最初の急速濾過式の浄水場として1912年（明治45年）3月に竣工し、京都市ではじめて給水を開始。2012年（平成24年）8月には、浄水施設の全面リニューアルが完成した。また、場内には約7,600本のつつじ・さつきが植生しており、時期を定めて一般公開も行われている。近代水道百選のひとつ。
- 松ケ崎浄水場（左京区）
  - 施設能力　1日 211,000立方メートル
  - 1927年（昭和2年）6月、緩速濾過式の浄水場として竣工、その後水需要の増大に対応するために急速濾過式に改造した。
  - 太陽光発電を導入730kwの発電能力が有る。
- 新山科浄水場（山科区）
  - 施設能力　1日362,000立方メートル
  - 1970年（昭和45年)11月に竣工した同市最大の浄水場。琵琶湖から取水しているほか、宇治川からも一部取水可能。
  - 2013年度より貯水池の上をソーラーパネルで覆い1MWの太陽光発電をしている。

その他の浄水場
- 旧京北町
  - 弓削（ゆげ）浄水場
  - 小塩（おしお）浄水場
  - 黒田浄水場
  - 山国浄水場
  - 細野浄水場
- 左京区北部
  - 大原第1浄水場
  - 大原第2浄水場
  - 静原浄水場
  - 鞍馬・貴船浄水場
  - 百井浄水場
  - 別所浄水場
  - 広河原・花脊浄水場
  - 久多浄水場
- 北区北部
  - 雲ケ畑浄水場
  - 中川浄水場
  - 小野郷浄水場

### 下水道

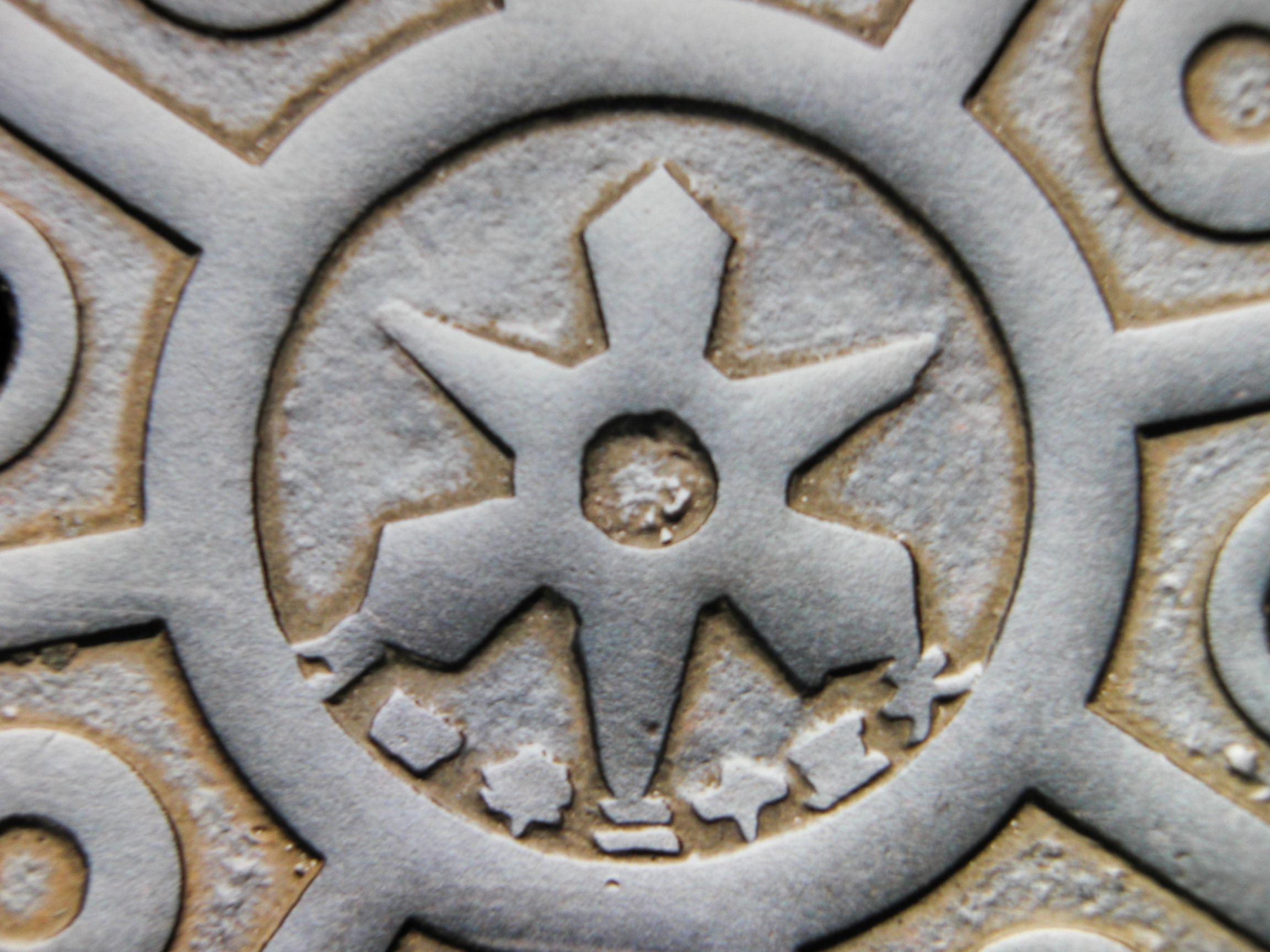
下水道のマンホールの蓋。大正十二年四月の陽刻が入る。

京都市の人口比99.5％に下水道が整備されているが、初期に造られた約40パーセントが雨水と汚水を一緒に流す合流式で、大雨時に下水道管に処理能力を超える雨水が流入すると未処理のまま河川に排水する放出口が約80か所有って汚水やごみの混じった雨水が流出することが問題になった。対策として堀川通の地下の直径6m長さ2.7Km貯水量7万立方メートルの堀川中央幹線、大宮通の地下の貯水量10万立方メートルの鳥羽第3導水渠をはじめ、五条通や過去に浸水被害を有った地域を中心に雨水幹線や雨水貯水池を順次整備していて、京都市全域では令和元年度末時点で50万7千立方メートルの雨水を一時貯めることができる。

### 水環境保全センター
下水処理場を「水環境保全センター」と呼称している。浄化処理してから淀川水系に放流されるが、下流の阪神地区では再度浄水として使用されるために、京北町の京都市編入で移管された「京北浄化センター」を除き、通常の下水処理に窒素リンを除去する高度処理をおこない、さらに「鳥羽水環境保全センター吉祥院支所」「伏見水環境保全センター」では友禅染の色素を除去するためにオゾン処理を導入している。その結果BODは国の基準・水1Lあたり20 mgを下回る3 mg前後まで浄化される。
- 鳥羽水環境保全センター

京都市最大かつ西日本最大の下水処理場で、東京都の「森ケ崎水再生センター」に次いで2番目の大きさを誇る。1日当たりの処理能力は991,000㎥(吉祥院支所も含む)。2013年より施設の上部をソーラーパネルで覆い1ＭＷの太陽光発電を行っている、ほか汚水処理の段階で発生する消化ガス（メタンガス）を使い汚泥の焼却に利用していて、焼却灰の一部はセメントの原料などに再利用されている。また2021年度より汚泥を固形燃料に加工する施設が完成が予定。
- 鳥羽水環境保全センター吉祥院支所

1934年に開設された京都市最古の下水処理場、1日当たりの処理能力は34,000㎥。通常の下水処理の上にステップ流入式多段硝化脱窒法・嫌気－好気法・オゾン処理の高度処理で窒素リン色素を除去してから桂川支流に放流している。
- 伏見水環境保全センター

京都市伏見区横大路に有る下水処理場、1日当たりの処理能力は141,000㎥。通常の下水処理の上にステップ流入式多段硝化脱窒法・嫌気－好気法・オゾン処理の高度処理で窒素リン色素を除去してから宇治川に排水している。
- 石田水環境保全センター

伏見区醍醐石田に有る下水処理場、1日当たりの処理能力は126,000㎥。山科区と伏見区醍醐地区の汚水処理だけでなく、山科川流域の上流部の大津市藤尾小金塚地区の汚水も一緒に処理している。2013年3月までは北隣の東部クリーンセンター（ゴミ焼却処理場）の廃棄物発電の電力供給を受け、汚水処理で発生する汚泥をクリーンセンターで焼却してもらっていた（クリーンセンターは老朽化で休止）。東側に石田団地、山科川を挟んで西に小栗栖団地に隣接しているため、開設当時から悪臭対策として沈殿池を密閉式にしてあり、現在その上に1ＭＷのソーラーパネルを設置して太陽光発電をしている。また山科川へ処理水を放流時には高低差を利用したマイクロ水力発電(9ＫＷ)が行われている。
- 京北浄化センター

京北町が市町村合併で京都市に編入されたために、京都市上下水道局に移管された下水処理場。処理水は桂川へ放流される。
参考文献・京都新聞連載記事「潤いをとどけて・京都市水道100年」2012年8月21日掲載『8)返したい美しい水』/ 京都市印刷物 第026021号『京の水だより Vol.12 京都市下水道90周年(2020年8月)』 / 京都市上下水道局技術監理室監理課2020年10月発行「京都市水道事業・公共下水道事業『環境報告書2020』」

## 太陽光発電施設
京都市のCOP3会議を開催するなど環境問題に熱心で、再生可能エネルギーで有る太陽光発電システムを多数の公共施設で導入していて、その一環として上下水道局でも新山科浄水場・松ヶ崎浄水場・鳥羽水環境保全センター・石田水環境保全センターに大規模なメガソーラーを建設して運用しているほか、本庁舎(22KW)・太秦庁舎(20KW)・資器材防災センター(17KW)・南部営業所(10KW)・東部営業所(18KW)・蹴上浄水場(20KW)・山国浄水場(17KW)・大原第１浄水場(17KW)で小規模太陽光発電がおこなわれている。

## マスコットキャラクター
- 澄都（すみと）くんとひかりちゃん
  - 清らかな水が流れる川辺で見かける、日本の代表的な夏の風物詩であるホタルをモチーフに1997年（平成9年）に生まれた[11]。

## 財務状況
水道料金と下水道使用料の収入はそれぞれ200億円台であり、2000年代以降は減少傾向にある。利益は建設改良積立金と基金造成積立金に充当され、管路更新などの財源となっている。
| 年度   | 水道事業 | 水道事業   | 水道事業              | 公共下水道事業 | 公共下水道事業 | 公共下水道事業        |
| 年度   | 純利益   | 企業債残高 | 一般会計 からの繰入額 | 純利益         | 企業債残高     | 一般会計 からの繰入額 |
| ------ | -------- | ---------- | --------------------- | -------------- | -------------- | --------------------- |
| 2015年 | 55       | 1,594      | 12                    | 47             | 3,252          | 227                   |
| 2016年 | 55       | 1,615      | 12                    | 46             | 3,152          | 212                   |
| 2017年 | 51       | 1,693      | 24                    | 45             | 3,076          | 221                   |
| 2018年 | 52       | 1,638      | 22                    | 43             | 2,860          | 216                   |
| 2019年 | 49       | 1,601      | 18                    | 43             | 2,742          | 212                   |
| 2020年 | 39       | 1,580      | 22                    | 11             | 2,644          | 196                   |
| 2021年 | 39       | 1,572      | 26                    | 36             | 2,555          | 190                   |
| 2022年 | 36       | 1,548      | 27                    | 34             | 2,467          | 191                   |
| 2023年 | 27       | 1,541      | 31                    | 27             | 2,427          | 190                   |
| 2024年 | 41       | 1,559      | 14                    | 34             | 2,406          | 193                   |
| 2025年 | 38       | 1,567      | 13                    | 30             | 2,353          | 195                   |

## 事故
- 五条高倉交差点漏水事故